# Тушканчик Бобринского
Тушканчик Бобринского (Allactodipus bobrinskii) — вид грызунов из семейства Dipodidae. Единственный представитель монотипического рода Allactodipus. Встречается в Туркменистане и Узбекистане.

## Таксономия
И. И. Колесников, описывая новый род Allactodipus, подчеркивал, что положение его в подсемействе  Allataginae весьма своеобразно, и многие черты сближают тушканчика Бобринского с  подсемейством Dipodinae:
Обзоры Г. И. Шенброта (1974, 1984), который показал, что по посткраниальным и дентальным признакам, особенно по высоте коренных зубов и альвеолярному рисунку, A. bobrinskii выходит за рамки видовой вариации в роде Allactaga, куда он был помещен после описания Колесникова. Он восстановил таксономический статус рода  Allactodipus, что было признано Павлиновым и Россолимо (1987, 1998), Павлиновым и др. (1995), Шенбротом с соавторами (1995), Зажигиным и Лопатиным (2000а, б). Было бы желательно провести тщательное филогенетическое исследование, включающее признаки, используемые Шенбротом, наряду с дополнительными морфологическими различиями между A. bobrinskii и другими аллактагинами и диподинами, а также используя данные по нуклеотидным последовательности ДНК.

## Описание
Тушканчик средних размеров, длина тела от 110 до 135 мм, вес варьирует от 52 до 77 г.  Хвост в 1,47 раза длиннее тела. Задние конечности длинные, как это типично для всех тушканчиков (ступня 0,48 от длины тела). Мордочка короткая, с хорошо выраженным "пяточком". Уши  самые короткие среди тушканчиков подсемейства Dipodinae, около 22% от длины тела.    
Окраска верхней части тела розовато-охристая, с лёгкой темной струйчатостью, сгущающейся на зашейке и крупе. Струйчатость окраски связано с тем, что остевые волосы верхней части тела трёхцветные: основание (около 0,7 длины) — пепельно-серое, выше расположен светлый поясок (около 0,15 длины), вершина (около 0,15 длины) — чёрная или тёмно-коричневая. Бока окрашены светлее, чем спина и верх головы, так как основания волос белые, а их тёмные вершины малы. Брюшко, грудь, горло,губы, передние части щёк, внутренние части бёдер и поперечные пятна на наружной поверхности бёдер — белые. У глаз узкие размытые серые кольца.
Мех на верхней поверхности ступней белый, состоящий из коротких волосков. Снизу вся плюсна голая, только на ее дистальной части и на пальцах щетка длинных, направленных вперёд, жестких волос. Внешний из них — белые, внутренние — светло-коричневые. Их длина 11-12 мм. Стержень хвоста окрашен также, как и спина, по его нижней поверхности тянется продольная белая полоска. Знамечко светлое думчато-палевое в отличие от многих других тушканчиков, у которых знамечко контрастное чёрно-белое. Самые длинные вибриссы достигают длины 85-95 мм.
В диплоидном наборе 48 хромосом. Х-хромосома — метацентрик среднего размера, Y — самый мелкий субметацентрик.

## Этимология
Вид описан  И. И. Колесниковым в честь профессора Н. А. Бобринского, который в 1920—1922 и 1933—1937 годах работал в Туркестанском народном, впоследствии Среднеазиатском государственном университете.

## Ареал
Эндемик пустынь Туранской низменности. Ареал представлен шестью изолированными участками:
- Заузбойский участок — от посёлка Гекдере на юг до нижней части долины Узбоя, северо-западный Туркменистан.
- Сарыкамышский участок расположен в Хорезмской низменности и в древней Сарыкамшской дельте Амударьи. С севера и запада ограничен Сарыкамышем и южным чинком Устюрта, с востока Хорезмским оазисом, с юга — границей Заунгузских Каракумов. Там поселения тушканчика Бобринского заходят на 30-40 км в пески по изолированным такырам и сорам, вплоть до колодцев Даудыр и Екедже. Центр северного Турменистана.
- Питнякская возвышенность на левом берегу Амударьи. У северо-восточной границы Туркменистана.
- Каракалпакский участок — узкая полоса вдоль правого берега Амударьи, на юго-восток от Нукуса до останцов Султан-Увайс. Северо-запад Узбекистана.
- Центрально-кузылкумский участок — южные и западные предгорья Букантау и впадина Мынбулак, ограничен на севере посёлком Кулккудук, на востоке — окрестностями города Учкудук, и окрестностями колодца Бузаубай — на юго-западе.
- Южно-кузылкумский участок — Газлийское плато, с севера ограничен хребтом Кульджуктау, с юга рекой Зеравшан и Бухарским оазисом, с запада — песками вдоль правого берега Амударьи.

Указание на находку тушканчика Бобринского на территории Казахстана (урочище Чабанказган у границы с Каракалпакией) Г. И. Шенброт с соавторами связывают с ошибкой, по их мнению эта точка относится к туркменскому тушканчику (Jaculus blanfordi turcmenicus).